# Cal Pona
Cal Pona és una obra d'Albatàrrec (Segrià) inclosa a l'Inventari del Patrimoni Arquitectònic de Catalunya.

## Descripció
Edifici aïllat, situat al límit del poble, de planta quadrangular. Està formada per planta baixa i dos pisos i les diferents plantes estan separades per una motllura llisa que ressegueix tot l'edifici. A la façana principal s'obre la porta d'arc rebaixat al centre de la planta baixa i té una finestra rectangular per banda; al primer pis hi ha tres arc de mig punt al centre i una obertura rectangular amb un petit balcó per banda i al segon pis es repeteix el mateix esquema però les obertures laterals són quadrangulars i sense balcó. A les altres façanes hi ha tres obertures rectangulars amb balcó al primer pis i tres quadrangulars al segon. Totes les obertures estan emmarcades per una motllura llisa. Algunes d'aquestes obertures es troben tapiades amb maó. Totes les façanes estan arrebossades i pintades.